# Werelderfgoed in Azerbeidzjan
Tot het UNESCO werelderfgoed in Azerbeidzjan behoren vier werelderfgoederen. De eerste werd in 2000 ingeschreven.

## Werelderfgoederen

### Actuele Werelderfgoederen
Deze lijst toont de werelderfgoederen in Azerbeidzjan in chronologische volgorde (C – Cultuurerfgoed; N – Natuurerfgoed).
| Naam                                                      | Jaar | Soort | Beschrijving | Afbeelding |
| --------------------------------------------------------- | ---- | ----- | ------------ | ---------- |
| Ommuurde stad Bakoe met Shirvanshahpaleis en Maagdentoren | 2000 | C     |              |            |
| Cultuurlandschap en rotskunst van Gobustan                | 2007 | C     |              |            |
| Historisch centrum van Şəki met het paleis van de Khan    | 2019 | C     |              |            |
| Hyrcaanse bossen                                          | 2023 | N     |              |            |

### Als Werelderfgoed genomineerde objecten
Op de voorlopige lijst van de UNESCO worden objecten ingeschreven die naar het inzicht van de betreffende regering potentieel voor de erkenning als werelderfgoed in aanmerking komen. Dit zegt niets over een eventuele daadwerkelijke succesvolle inschrijving op de lijst. Tegenwoordig (2021) zijn op de voorlopige lijst tien objecten uit Azerbeidzjan ingeschreven.
| Naam                                                        | Jaar | Soort | Beschrijving | Afbeelding |
| ----------------------------------------------------------- | ---- | ----- | ------------ | ---------- |
| "Baku Stage" Berg                                           | 1998 | N     |              |            |
| Flora en fauna-afzettingen uit het Pleistoceen van Binagadi | 1998 | N     |              |            |
| Moddervulkaan van Lökbatan                                  | 1998 | N     |              |            |
| Nationaal park Hirkan                                       | 1998 | N     |              |            |
| Vuurtempel van Bakoe                                        | 1998 | C     |              |            |
| Mausolea van Nachitsjevan                                   | 1998 | C     |              |            |
| Historisch en architectonisch beschermd gebied van Ordubad  | 2001 | C     |              |            |
| Historisch en architectonisch beschermd gebied van Şuşa     | 2001 | C     |              |            |
| Verdedigingsbouwwerken langs de kust van de Kaspische Zee   | 2001 | C     |              |            |
| Middeleeuwse bergstad Khinalug                              | 2020 | C     |              |            |

Ommuurde stad Bakoe met Shirvanshahpaleis en Maagdentoren ·
Cultuurlandschap en rotskunst van Gobustan ·
Historisch centrum van Şəki met het paleis van de Khan · Hyrcaanse bossen